# LGBT en Ukraine
La reconnaissance et les droits des personnes lesbiennes, gays, bisexuelles et transgenres (LGBT) semble très hétérogène en Ukraine. L'homosexualité y est légale depuis la chute de l'Union soviétique en 1991. Cependant il n’existe aucun texte de loi qui vise la discrimination fondée sur l’orientation sexuelle en particulier.
L'Église orthodoxe s'est opposée aux événements et groupes LGBT, souvent au nom de la « lutte contre l'immoralité », et a même encouragé les attaques violentes. Ainsi, de nombreuses personnes LGBT en Ukraine déclarent ressentir le besoin de mentir sur leur véritable orientation sexuelle ou identité de genre afin d'éviter d'être la cible de discrimination ou de harcèlement violent. 
La première marche des fiertés du pays a lieu à Kiev le 25 mai 2013,.

## Histoire

### Le Moyen Âge et les Temps modernes
Si dans les pays d'Europe occidentale les homosexuels étaient brûlés vifs, sur les terres de Rus' de Kiev et du grand-duché de Lituanie, la législation était beaucoup plus douce envers ce groupe de personnes[réf. nécessaire]
À l'époque cosaque, les homosexuels étaient piétinés à mort par des chevaux, car on croyait que ce phénomène venait du diable et contredisait les normes chrétiennes.
Dans certains villages ukrainiens au XIXe siècle, la pratique de la masturbation mutuelle en groupe est devenue populaire parmi les adolescents, notamment les homosexuels (en langue ukrainienne : секеляння, sekeliannia).

### XXesiècle
Après la révolution de Février, toutes les lois de l'Empire russe ont été abolies, y compris l'article prévoyant l'emprisonnement des homosexuels. Les relations homosexuelles à l'époque de la République populaire ukrainienne étaient légales, mais les hommes politiques de l'époque ne discutaient pas de la situation sociale de ce groupe de population.
Après la guerre d'indépendance ukrainienne et la formation de l’URSS en 1922, les autorités ont d’abord traité les personnes LGBT de manière neutre et les ont surveillées secrètement. Mais après l'arrivée au pouvoir de Staline et la dénonciation de Guenrikh Iagoda, dans laquelle il accusait les homosexuels d'« espionnage », en 1933, dans le cadre de la terreur politique soviétique, l'homosexualité fut criminalisée. L'article correspondant a été inclus dans le Code pénal de la RSS d'Ukraine en 1934, mais était plus souvent utilisé contre les opposants politiques et les dissidents. Un célèbre condamné en vertu de cet article était le réalisateur d’origine arménienne Sergueï Paradjanov.
Depuis 1991, la communauté LGBT ukrainienne est devenue plus visible dans les centres urbains et il y a des boîtes de nuit LGBT, des publications et des organisations de défense des droits de l'homme.

### Formation du mouvement des droits
En 1998, le premier groupe en faveur des droits LGBT est créé. Our World est un centre communautaire LGBT et une organisation de défense des droits de l'homme. En 2008, les organisations LGBT ukrainiennes se sont réunies au sein de l'« Union des organisations gays de l'Ukraine ».
Moins de 1 % des homosexuels ukrainiens parleraient ouvertement de leur orientation sexuelle.
Une église gay et œcuménique est créée à Donetsk en 2011. La paroisse de Saint Cornelius le centurion devient la première église gay du pays, paroisse qui offre un refuge et un lieu de parole et de prière. Roman Zouïev en est le prêtre fondateur.

### Proposition de loi sur la «promotion de l'homosexualité»
En octobre 2012, le Parlement ukrainien adopte en première lecture la proposition de loi 8711 visant à combattre la « promotion de l’homosexualité », directement inspirée de la loi russe définitivement adoptée en 2013. Néanmoins, à la suite de la révolution de février 2014, et de l'arrivée au pouvoir des pro-européens, ceux-ci assimilant la proposition de loi à la Russie, le Parlement retire l'examen de la proposition de son ordre du jour en janvier 2015.

## Militantisme

### Marche des fiertés

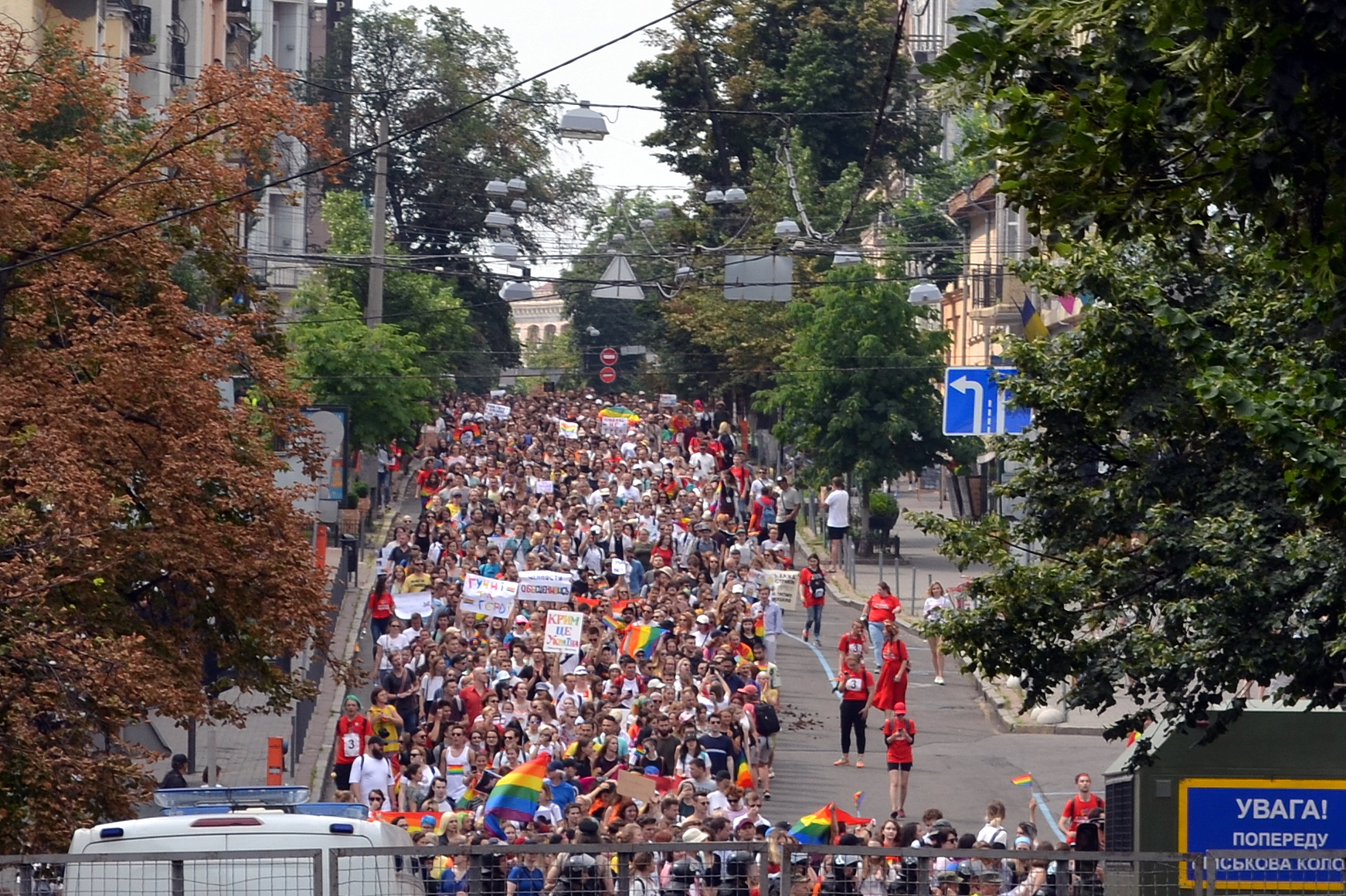
Marche des fiertés de Kyiv en 2019.

La première pride a lieu à Kiev le 25 mai 2013, alors qu'une centaine militants pour les droits des homosexuels défilent, sous la protection d'un important dispositif de police,. Elle est coorganisée par Anna Sharyhina et sa partenaire, Vira Chemygina.
La pride de 2014 a été interdite par les autorités ukrainiennes en raison de leur impossibilité de garantir la protection des participants.
La deuxième pride de l'histoire de l'Ukraine a lieu le 6 juin 2015 à Kiev, réunissant 300 participants. Face aux menaces quant à sa tenue et aux demandes du maire de Kiev Vitali Klitschko d'y renoncer faute de sécurité,, le président Petro Porochenko exprime son soutien aux participants de la pride : « J’observe la marche de l’égalité à la fois en tant que chrétien et en tant que président européen. Et je pense que ces deux idées sont tout à fait compatibles ». Ce soutien présidentiel est une première dans l'histoire du pays. C'est également la première fois que deux députés de la Rada y participent : Serhiy Lechtchenko et Svitlana Zalichtchouk, tous deux membres du Bloc Petro Porochenko.
La pride de 2016 a lieu le 12 juin 2016, elle réunit 1 000 participants, son record, et se déroule sans violence particulière,. Si les nationalistes de l'Organisation des nationalistes ukrainiens avaient promis de la violence à cette occasion, Philarète de Kiev, Patriarche de Kiev appelle les fidèles de l'Église orthodoxe d'Ukraine à s'abstenir de toute haine et toute violence contre les participants. Trois députés européens participent à la marche, Sophie in 't Veld, Rebecca Harms et Ana Gomes ainsi que trois députés de la Rada, Serhiy Lechtchenko, Mustafa Nayyem, et Svitlana Zalichtchouk. Le 18 juin 2017, elle rassemble 2 500 personnes. L'édition 2018 voit 6 000 personnes participer et celle de 2019, 8 000 personnes,.
En 2016 a lieu la première pride en dehors de la capitale, elle devait avoir lieu initialement en 2014, mais cette édition a été annulée par crainte des violences, elle s'est donc tenue le 13 août 2016 à Odessa ; elle rassemble une cinquantaine de participants,. La seconde édition de la marche des fiertés dans cette ville a lieu le 13 août 2017 et rassemble 150 personnes,, la troisième le 19 août 2018.
Le 22 juin 2018, 37 personnes participent à la première pride de Kryvyï Rih.
Le 17 mai 2019, c'est la ville de Kherson qui accueille sa première pride, qui réunit 150 personnes, sans incident.

## Conditions de vie

### Acception sociale
Il y a peu de soutien social pour les personnes LGBT à être honnêtes au sujet de leur identité sexuelle ou de genre et il existe à travers le pays un degré assez élevé de harcèlement verbal et physique, et d'intolérance.

### Droits

#### Dans le Code du travail
Dans l'optique de la mise en œuvre de la libéralisation des visas entre l'Union européenne et l'Ukraine, cette dernière s'est engagée à rapprocher son droit du travail avec celui de l'UE. Ce rapprochement qui comporte des pans entiers de réformes obligatoires, compte également l'inscription dans le Code du travail de l'interdiction des discriminations en raison de l'orientation sexuelle[réf. souhaitée].
Le 5 novembre 2015, la Rada rejette dans une première lecture cette modification, seuls 117 députés ayant voté favorablement alors que 226 étaient nécessaires. À noter que parmi ces 117 députés, il y en avait notamment 78 du Bloc Petro Porochenko (représentant 66 % du groupe parlementaire) et 7 de Batkivchtchyna (58 % du groupe); contrairement aux élus du Parti radical d'Oleh Liachko ou de ceux issus de l'ancien Parti des régions qui ont à l'unanimité rejeté cette modification.
À la suite de ce vote négatif, les députés Svitlana Zalichtchouk et Mustafa Nayyem (Bloc Petro Porochenko) se sont excusés publiquement de ne pas avoir pu être présent lors de ce vote. De même, le député Iehor Soboliev (Samopomitch) annonce qu'il y votera finalement favorablement en deuxième lecture. Avant le second vote, le président d'Ukraine, Petro Porochenko appelle les députés à voter en faveur de cette modification dans le Code du travail en écrivant : « En tant que président, en tant que chrétien orthodoxe, qui suis marié depuis 31 ans et aime sa femme, comme père de quatre enfants, je suis pour la préservation des valeurs de la famille, de la société ukrainienne traditionnelle. Mais en tant que garant de la Constitution, je suis fermement contre toutes les discriminations contre les citoyens ukrainiens sur des motifs d'orientation sexuelle ».
Le 10 novembre 2015 une manifestation de 200 militants LGBT a eu lieu devant la Ukraine appelant à mettre fin à cette discrimination,. Le jour même, à l'occasion de la deuxième lecture, le quorum n'est toujours pas atteint, seuls 206 députés sur les 226 nécessaires, votent l'amendement anti-discrimination en raison de l'orientation sexuelle, sur les 342 présents,.
Pour la troisième lecture, une nouvelle manifestation de défenseurs des droits LGBT est prévue devant le Parlement. Le 12 novembre 2015, jour du dernier vote, deux députés ont hissé une bannière dans l'hémicycle appelant à la tolérance et à voter cet amendement. Après avoir, une troisième fois, échoué au niveau du quorum, avec 219 députés favorables sur les 226, un dernier vote a finalement lieu l'heure suivante, et celui-ci se révèle positif, 234 députés ayant voté favorablement,.
Avec l'adoption de ce projet de loi no 3442, la répartition des 234 députés favorables s'est composée de 108 membres du Bloc Petro Porochenko, 65 du Front populaire, 15 de Samopomitch, 14 de Batkivchtchyna, 9 de Renaissance, 8 du Le pouvoir au peuple et 14 députés non-inscrits. Tous les députés du Bloc d'opposition ont voté contre.
À la suite de ce vote, le président Petro Porochenko s'est réjoui que les députés aient voté favorablement à ce changement en écrivant sur Twitter : « L'Ukraine rompt avec les chaînes des discriminations de son passé soviétique. Et les valeurs familiales restent intactes. »,.
Le 23 novembre 2015, Petro Porochenko promulgue officiellement la loi anti-discriminations dans le Code du travail.

#### Reconnaissance des couples de même sexe
Le 12 novembre 2015, deux députés répondent au président de la Rada, Volodymyr Hroïsman qui affirmait que le mariage homosexuel ne sera jamais reconnu en Ukraine. Pour ces deux députés du Bloc Petro Porochenko, Serhiy Lechtchenko et Vitalii Chepynoga, cela n'est pas de sa compétence, et l'Ukraine, sur le long terme, adoptera le mariage homosexuel.

#### Tableau récapitulatif
| Dépénalisation de l’homosexualité                                                   | depuis 1991                      |
| Majorité sexuelle identique à celle des hétérosexuels                               | Oui                              |
| Interdiction de la discrimination liée à l'orientation sexuelle au travail          | depuis 2015                      |
| Interdiction de la discrimination liée à l'identité de genre dans tous les domaines | Non                              |
| Mariage homosexuel                                                                  | Non                              |
| Union civile, partenariat civil                                                     | Non                              |
| Adoption conjointe dans les couples de personnes de même sexe                       | Non                              |
| Adoption par les personnes homosexuelles célibataires                               | Oui                              |
| Droit pour les gays de servir dans l’armée                                          | Selon les commissions régionales |
| Droit de changer légalement de genre                                                | à partir de 25 ans               |
| Gestation pour autrui pour les gays                                                 | Non                              |
| Accès aux FIV pour les lesbiennes                                                   | Oui                              |
| Autorisation du don de sang pour les HSH                                            | depuis 2012                      |